# Spaniens Grand Prix 2022
Spaniens Grand Prix 2022, officiellt Formula 1 Pirelli Gran Premio de España 2022, var ett Formel 1-lopp som kördes den 22 maj 2022 på Circuit de Barcelona-Catalunya i Montmeló i Spanien. Loppet var det sjätte loppet ingående i Formel 1-säsongen 2022 och kördes över 66 varv. Loppet vanns av den blivande mästaren Max Verstappen som i och med segern övertog ledningen i mästerskapet, en ledning han behöll säsongen ut.

## Bakgrund

### Ställning i mästerskapet före loppet
Charles Leclerc ledde förarmästerskapet efter Miamis Grand Prix, med 104 poäng, 19 poäng före Max Verstappen som låg på andraplats, med Sergio Pérez på tredjeplats, 19 poäng bakom Verstappen. I konstruktörmästerskapet ledde Ferrari över Red Bull med 6 poäng och Mercedes med 62 poäng.

### Deltagare
Förarna och teamen var desamma som säsongens anmälningslista utan ytterligare förändringar bland förarna. Nyck de Vries körde för Williams istället för Alexander Albon, och Jüri Vips körde för Red Bull Racing istället för Sergio Pérez under första träningspasset, vilket var deras träningsdebuter i Formel 1. Robert Kubica körde i samma träningspass för Alfa Romeo istället för Zhou Guanyu.

### Däckval
Däckleverantören Pirelli tog med sig däckblandningarna C1, C2 och C3 (betecknade hårda, medium respektive mjuka) för stallen att använda under tävlingshelgen.

## Träning
Tre träningspass kommer att äga rum, alla under en timmes tid. De första två träningspassen ägde rum under fredag den 20 maj klockan 14:00 och 17:00 lokal tid (UTC+02:00) och det tredje träningspasset kommer att äga rum klockan 13:00 den 21 maj.

## Kvalet
Charles Leclerc för Ferrari tog pole position följt av Max Verstappen och Carlos Sainz, Jr.
| Pos.                    | Nr. | Förare            | Konstruktör           | Kvaltider | Kvaltider | Kvaltider | Start- grid |
| Pos.                    | Nr. | Förare            | Konstruktör           | Q1        | Q2        | Q3        | Start- grid |
| ----------------------- | --- | ----------------- | --------------------- | --------- | --------- | --------- | ----------- |
| 1                       | 16  | Charles Leclerc   | Ferrari               | 1:19,861  | 1:19,969  | 1:18,750  | 1           |
| 2                       | 1   | Max Verstappen    | Red Bull              | 1:20,091  | 1:19,219  | 1:19,073  | 2           |
| 3                       | 55  | Carlos Sainz, Jr. | Ferrari               | 1:19,892  | 1:19,453  | 1:19,166  | 3           |
| 4                       | 63  | George Russell    | Mercedes              | 1:20,218  | 1:19,470  | 1:19,393  | 4           |
| 5                       | 11  | Sergio Pérez      | Red Bull              | 1:20,447  | 1:19,830  | 1:19,420  | 5           |
| 6                       | 44  | Lewis Hamilton    | Mercedes              | 1:20,252  | 1:19,794  | 1:19,512  | 6           |
| 7                       | 77  | Valtteri Bottas   | Alfa Romeo-Ferrari    | 1:20,355  | 1:20,053  | 1:19,608  | 7           |
| 8                       | 20  | Kevin Magnussen   | Haas-Ferrari          | 1:20,227  | 1:19,810  | 1:19,682  | 8           |
| 9                       | 3   | Daniel Ricciardo  | McLaren-Mercedes      | 1:20,549  | 1:20,287  | 1:20,297  | 9           |
| 10                      | 47  | Mick Schumacher   | Haas-Ferrari          | 1:20,683  | 1:20,436  | 1:20,368  | 10          |
| 11                      | 4   | Lando Norris      | McLaren-Mercedes      | 1:20,838  | 1:20,471  | N/A       | 11          |
| 12                      | 31  | Esteban Ocon      | Alpine-Renault        | 1:20,880  | 1:20,638  | N/A       | 12          |
| 13                      | 22  | Yuki Tsunoda      | Alpha Tauri           | 1:20,707  | 1:20,639  | N/A       | 13          |
| 14                      | 10  | Pierre Gasly      | Alpha Tauri           | 1:20,719  | 1:20,861  | N/A       | 14          |
| 15                      | 24  | Zhou Guanyu       | Alfa Romeo-Ferrari    | 1:20,476  | 1:21,094  | N/A       | 15          |
| 16                      | 5   | Sebastian Vettel  | Aston Martin-Mercedes | 1:20,954  | N/A       | N/A       | 16          |
| 17                      | 14  | Fernando Alonso   | Alpine-Renault        | 1:21,043  | N/A       | N/A       | 201         |
| 18                      | 18  | Lance Stroll      | Aston Martin-Mercedes | 1:21,418  | N/A       | N/A       | 17          |
| 19                      | 23  | Alexander Albon   | Williams-Mercedes     | 1:21,645  | N/A       | N/A       | 18          |
| 20                      | 6   | Nicholas Latifi   | Williams-Mercedes     | 1:21,915  | N/A       | N/A       | 19          |
| 107 %-gränsen: 1:25,451 |     |                   |                       |           |           |           |             |
| Källor:                 |     |                   |                       |           |           |           |             |

Noter
- ^1  – Fernando Alonso var tvungen att starta loppet sist efter överskridit sin kvot av motordelar.[10]

## Loppet
Max Verstappen för Red Bull vann loppet följt av stallkamraten Sergio Pérez på andra plats med George Russell på tredje plats.
I och med segern övertog Verstappen ledningen i mästerskapet, en ledning han kom att behålla säsongen ut.
Charles Leclerc var tvungen att bryta loppet från ledningen på det 28:e varvet när turbo-systemet slutade fungera. Fyra varv senare bröt även Zhou Guanyu med motorproblem.
| Pos.                                               | Nr. | Förare            | Konstruktör           | Varv | Tid/Bröt     | Grid | Poäng |
| -------------------------------------------------- | --- | ----------------- | --------------------- | ---- | ------------ | ---- | ----- |
| 1                                                  | 1   | Max Verstappen    | Red Bull              | 66   | 1:37:20,475  | 2    | 25    |
| 2                                                  | 11  | Sergio Pérez      | Red Bull              | 66   | +13,072s     | 5    | 191   |
| 3                                                  | 63  | George Russell    | Mercedes              | 66   | +32,927s     | 4    | 15    |
| 4                                                  | 55  | Carlos Sainz, Jr. | Ferrari               | 66   | +45,208s     | 3    | 12    |
| 5                                                  | 44  | Lewis Hamilton    | Mercedes              | 66   | +54,534s     | 6    | 10    |
| 6                                                  | 77  | Valtteri Bottas   | Alfa Romeo-Ferrari    | 66   | +59,976s     | 7    | 8     |
| 7                                                  | 31  | Esteban Ocon      | Alpine-Renault        | 66   | +75,397s     | 12   | 6     |
| 8                                                  | 4   | Lando Norris      | McLaren-Mercedes      | 66   | +83,325s     | 11   | 4     |
| 9                                                  | 14  | Fernando Alonso   | Alpine-Renault        | 65   | +1 varv      | 20   | 2     |
| 10                                                 | 22  | Yuki Tsunoda      | Alpha Tauri           | 65   | +1 varv      | 13   | 1     |
| 11                                                 | 5   | Sebastian Vettel  | Aston Martin-Mercedes | 65   | +1 varv      | 16   |       |
| 12                                                 | 3   | Daniel Ricciardo  | McLaren-Mercedes      | 65   | +1 varv      | 9    |       |
| 13                                                 | 10  | Pierre Gasly      | Alpha Tauri           | 65   | +1 varv      | 14   |       |
| 14                                                 | 47  | Mick Schumacher   | Haas-Ferrari          | 65   | +1 varv      | 10   |       |
| 15                                                 | 18  | Lance Stroll      | Aston Martin-Mercedes | 65   | +1 varv      | 17   |       |
| 16                                                 | 6   | Nicholas Latifi   | Williams-Mercedes     | 64   | +2 varv      | 19   |       |
| 17                                                 | 20  | Kevin Magnussen   | Haas-Ferrari          | 64   | +2 varv      | 8    |       |
| 18                                                 | 23  | Alexander Albon   | Williams-Mercedes     | 64   | +2 varv      | 18   |       |
| RET                                                | 24  | Zhou Guanyu       | Alfa Romeo-Ferrari    | 28   | Motorproblem | 15   |       |
| RET                                                | 16  | Charles Leclerc   | Ferrari               | 27   | Motorproblem | 1    |       |
| Snabbaste varvet: Sergio Pérez, Red Bull, 1:24,108 |     |                   |                       |      |              |      |       |
| Källor:                                            |     |                   |                       |      |              |      |       |

Noter
- ^1  – Inkluderar en extra poäng för snabbaste varv.

## Ställning i mästerskapet efter loppet
| Pos.  | Förare            | Poäng |
| ----- | ----------------- | ----- |
| 1 ▲ 1 | Max Verstappen    | 110   |
| 2 ▼ 1 | Charles Leclerc   | 104   |
| 3 ▬   | Sergio Pérez      | 85    |
| 4 ▬   | George Russell    | 74    |
| 5 ▬   | Carlos Sainz, Jr. | 65    |

| Pos.  | Konstruktör        | Poäng |
| ----- | ------------------ | ----- |
| 1 ▲ 1 | Red Bull           | 195   |
| 2 ▼ 1 | Ferrari            | 169   |
| 3 ▬   | Mercedes           | 120   |
| 4 ▬   | McLaren-Mercedes   | 50    |
| 5 ▬   | Alfa Romeo-Ferrari | 39    |

- Notering: Endast de fem bästa placeringarna i vardera mästerskap finns med på listorna.